# ماريا خوسيه ألونسو
ماريا خوسيه ألونسو (بالإسبانية: María José Alonso Fernández)‏ هي أكاديمية وباحثة إسبانية، ولدت في 22 ديسمبر 1958 في Carrizo de la Ribera ‏ في إسبانيا.

## وصلات خارجية
- الموقع الرسمي